# Megan Meier
Pour les articles homonymes, voir Meier.
Compléments
Site de mémoire
Megan Taylor Meier (6 novembre 1992 – 17 octobre 2006) est une adolescente américaine, résidente à Dardenne Prairie, Missouri, qui s'est donné la mort trois semaines avant de fêter ses quatorze ans à la suite de harcèlements. Un an plus tard, les parents de Meier expliquent durant l'enquête policière concernant le suicide de leur fille qu'elle aurait été victime de cyberharcèlement à travers le réseau social Internet MySpace. La mère d'une amie de Meier, Lori Drew, a été impliquée dans cette affaire en 2008, mais acquittée plus tard en 2009.

## Biographie
Megan Meier est née à O'Fallon (Missouri), fille de Christina "Tina" Meier et Ronald Meier. Elle a passé son enfance à Dardenne Prairie en compagnie de ses parents et de sa sœur Allison.
Dès sa troisième année (CE2), Megan est prise en charge par un psychiatre. Citalopram, méthylphénidate et ziprasidone (en) lui ont été prescrits. Elle est diagnostiquée de trouble du déficit de l'attention, de dépression, et complexait également par rapport à son poids. Pour ses parents, c'était une fille « plutôt joueuse » qui adorait passer du temps avec sa famille et ses amis.
Meier étudie dans les écoles publiques de Fort Zumwalt (Pheasant Point Elementary School et Fort Zumwalt West Middle School) aux alentours d'O'Fallon, Missouri. Pour sa huitième année (5e), ses parents l'inscrivent pour son bien à l'Immaculate Conception Catholic School à Dardenne Prairie dans laquelle des règles strictes de conduites ont été établies. À l'époque de l'incident, les familles Drew et Meier étaient voisins.
Un jeune homme de 16 ans nommé « Josh Evans » aurait été supposément la cause des harcèlements faites à Meier. Cependant, Lori Drew, la mère d'une ex-amie de Meier, admet plus tard avoir créée le compte MySpace du nom de « Josh Evans » en compagnie de sa fille et d'Ashley Grills, l'employée de Lori Drew. De nombreux individus mettaient régulièrement à jour ce compte falsifié, dont Drew. Des témoins expliquent que les femmes auraient tentées de soutirer, à l'aide de leur faux compte, des informations personnelles appartenant à Meier dans le but de l'humilier par la suite et de se venger des rumeurs que cette dernière avait lancée sur la fille de Lori Drew,,,,,.

## Décès
Peu après la création du compte MySpace, Meier reçoit le message d'un supposé garçon âgé de 16 ans, Josh Evans, qui n'est en réalité autre que Lori Drew faisant usage d'un faux compte. Meier et « Josh » deviennent amis en ligne, mais ne se sont jamais parlés ou rencontrés dans la vraie vie. Meier trouvait « Josh » séduisant et commence alors à discuter avec lui. Ce dernier clame avoir emménagé aux alentours d'O'Fallon, qu'il était scolarisé à domicile et qu'il n'avait pas encore de numéro de téléphone.
Le 15 octobre 2006, Drew envoie un message (par le biais de son compte) disant « Je ne sais pas si je peux continuer à rester ton ami parce que j'ai entendu dire que tu n'étais pas sympa avec tes amis ». Des messages similaires lui ont été envoyés ; certains des messages de Megan étaient partagés avec d'autres internautes ; et des bulletins ont été postés la concernant. Selon le père de Meier, Ronald Meier, et un voisin qui avait déjà parlé avec Drew, le dernier message envoyé par le biais du compte d'Evans était « tout le monde à O'Fallon te connait. Tu es méchante et tout le monde te déteste. Tu ferai mieux de crever. Le monde se porterait bien mieux sans toi ». Meier lui répond : « une fille voudrait mourir pour le type de garçon que tu es ». Les derniers messages ont été envoyés par le biais d'AOL Instant Messenger plutôt que sur Myspace. Elle est retrouvée 21 minutes plus tard dans la penderie de sa chambre ; Megan s'était pendue. Malgré les moyens déployés pour la ranimer, elle a été prononcée morte le lendemain,,.

## Enquête
Quelques semaines après le décès de leur fille, les parents de Megan Meier apprennent que la mère de l'un de ses amis — avec qui Meier avait un faible — avait créé le compte de « Josh Evans ». Lori Drew, qui a créé ce faux compte, admet qu'elle et sa fille possédaient le mot de passe du compte et explique à un reporter que le compte aurait été dans le but de faire « une blague ». Au départ, Drew nie toute implication concernant les messages d'agression envoyés à Meier. Elle raconte à la police que le compte a été créé dans le but de « gagner la confiance de Megan et de savoir ce qu'elle pensait de sa fille et des autres internautes ». Une mère de leur voisinage informe les Meier que Drew aurait « rigolé sur la création du compte » et qu'elle aurait tenté de « mettre du désordre dans la vie de Megan ». La chaîne télévisée CNN ne médiatise pas le nom de Lori Drew en ce qui concerne cette affaire du fait que les rapports de police n'autorisaient pas son accès ; le nom sera plus tard diffusé par de nombreux sites,.
Il aura fallu attendre un an après le suicide (17 octobre 2006) avant que cette controverse ne soit médiatisée (11 novembre 2007). C'est à la suite d'une demande effectuée par le FBI, qui a fait l'investigation de ce canular, et qui a demandé à la famille Meier de ne pas divulguer publiquement le nom avant la fin de leur enquête. Peu après la première année du décès, la tante de Megan, Vicki Dunn, lit un article rédigé par Steve Pokin du Suburban Journals (en) concernant le cyberharcèlement et contacte ce dernier dans le but de partager cette histoire. Une fois le nom divulgué, celui-ci répond rapidement dans les médias nationaux et internationaux,,,.
Lors d'une conférence de presse le lundi 6 décembre 2007, il est expliqué que la jeune employée de Lori Drew, Ashley Grills, âgée de 18 ans lors des faits, avait rédigé la majeure partie des messages adressée à Meier et qu'elle avait rédigée le message d'adieu sous « Josh Evans ». Grills explique qu'elle a rédigée ce message d'adieu dans le but de mettre fin au canular sur MySpace et d'arrêter toute communication avec Megan Meier. Les Meier critiquent ces explications du fait que seuls les Drew avaient été interrogés. Les Meier expliquent également qu'ils ne tiennent pas Grills responsable du décès de Megan. De plus, des internautes auraient posté des photos, numéros de téléphone, adresses électroniques et coordonnées des Drews et de leur employée sur de nombreux sites Internet.

## Réactions
L'histoire de Megan Meier a été pour la première fois médiatisée par le St. Charles Journal, et les commentaires des lecteurs se basaient principalement sur le nom inconnu de l'auteur du canular ; Il est révélé que les auteurs étaient Lori et Curt Drew. Plus tard, la décision revenait au Suburban Journals (en) de ne pas imprimer le nom des Drews. Le reporter explique dans une entrevue que les noms n'ont pas été divulgués. Cependant, l'identité de la principale auteur de ce canular, Lori Drew, a été rapidement divulgué aux internautes, ces derniers rapportant avoir trouvé les noms des parents en quelques minutes depuis l'information tirée de l'article, suivi par les médias qui publieront le nom et les photos de Lori Drew. Les coordonnées des Drew incluant adresses, numéros de téléphone et vues aériennes de leur maison ont été postés sur Internet. Leur propriété a également été vandalisée.
Tina Meier fonde la Megan Meier Foundation, située à Chesterfield (Missouri) dans le but de prévenir le cyberharcèlement, en mémoire de sa fille Megan.